# Adénostyle des Alpes
Espèce
Classification phylogénétique
L'Adénostyle des Alpes (Adenostyles alpina) également appelée Adénostyle glabre est une plante herbacée du genre Adenostyles et de la famille des Asteraceae.
« Adenostyles » proviendrait du grec Aden : glande et studos : style (style glanduleux). Les termes « alpina » et « glabra » font référence d'une part à son aire de répartition, et d'autre part au côté glabre de ses feuilles.

## Synonymes
- Adenostyles glabra (Mill.) DC.
- Adenostyles viridis Cass.
- Cacalia alpina L.

## Description

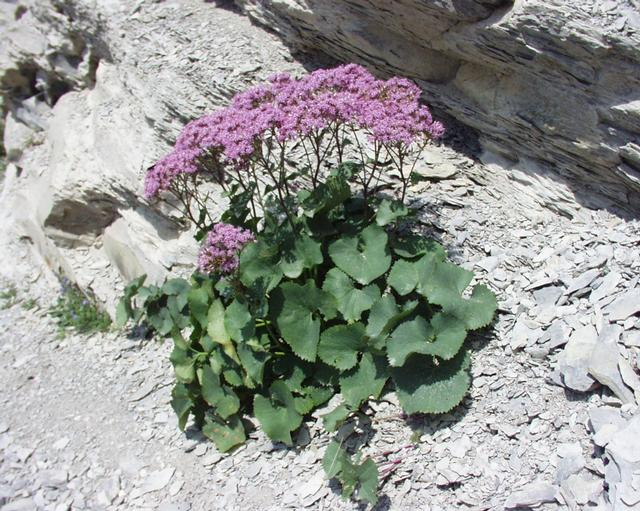
Adenostyles alpina, dans son biotope caractéristique, les éboulis calcaires.

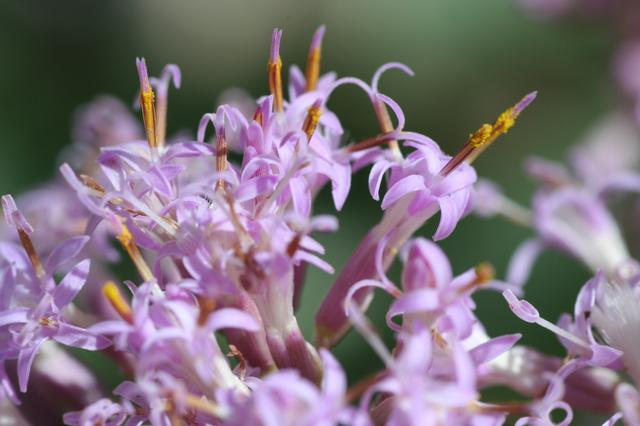
Adenostyles alpina, détail du corymbe.

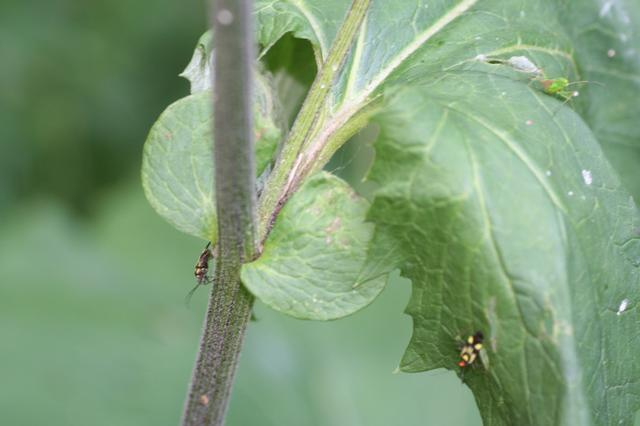
Adenostyles alpina, feuilles supérieures n'embrassant pas la tige.

Plante vivace de 30-60 cm, Adenostyles alpina fleurit de juillet à août et est pollinisée par les insectes ou par le vent. Néanmoins, elle peut être autogame.
l'Adénostyle des Alpes est composée d'une souche brune et écailleuse et rampante. La rosette est formée par des feuilles épaisses, vertes et luisantes, glabres sur les deux faces (présence possible de poils uniquement sur les rainures de la face inférieure). Ces feuilles basales sont longuement pétiolées, réniformes, en cœur à la base et à bord muni de dents égales. De cette base se dresse une tige simple ou ramifiée et couverte de poils courts uniquement au sommet. Les feuilles supérieures, plus arrondies que les basales, n'embrassent pas la tige par deux oreillettes. Les capitules sont allongés, étroits et serrés en un grand corymbe terminal, chaque capitule contenant 3 à 6 fleurs roses (rarement blanches), corymbule à 1 à 3 bractées. Enfin, les fleurs ligulées se transforment en fruits bruns surmontés d'une aigrette blanche.
Il est possible de confondre Adenostyles alpina "stade rosette" avec les espèces du genre Petasites dont les feuilles se développent après la floraison. De même, il est possible de confondre Adenostyles alpina et Adenostyles alliariae dont les feuilles basales sont d'un blanc cotonneux sur la face inférieure, les supérieures présentent des oreillettes, la tige est velue et les capitules sont plus étalés. Enfin, Adenostyles alpina est préférentiellement une espèce de lumière et de milieux moyennement humides à secs alors que Adenostyles alliariae est plus une espèce de demi-ombre et de milieux humides à très humides.

## Écologie

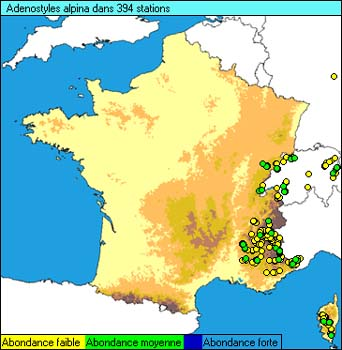
Carte de répartition française.

Adenostyles alpina est assez commune dans le Jura, les Alpes et le Mont Ventoux.
Elle se déploie de l'étage montagnard au sommet de l'étage subalpin (de 1 000 à 2 500 m) mais trouve son optimum à l'étage subalpin.
L'Adénostyle des Alpes est une espèce de lumière et de demi-ombre (plus rarement d'ombre). Elle affectionne les sols riches en bases et en éléments nutritifs dont le pH est basique à légèrement acide. Néanmoins, elle présente un comportement calcicole dans le Jura et dans les Alpes du Sud. Elle apprécie les sols à réserve en eau moyenne ainsi que les atmosphères forestières humides.
Adenostyles alpina se plaît au sein des éboulis, des hêtraies/sapinières, des pessières, des forêts d'altitudes à rhododendrons ainsi que des tiliaies/érablières (en compagnie de lunaires).

## Usages et propriétés
Plante mellifère • Plante pectorale• Cultivée comme plante ornementale.